# Dzintars Rasnačs
Dzintars Rasnačs (ur. 17 lipca 1963 w Jurmale) – łotewski polityk i prawnik, poseł na Sejm, w latach 1995–1998 i 2014–2019 minister sprawiedliwości.

## Życiorys
W czasach radzieckich pracował w państwowej fabryce elektrotechnicznej (VEF), gdzie pod koniec lat 80. związał się z Łotewskim Frontem Ludowym. W 1988 został wybrany w skład dzielnicowej rady deputowanych ludowych jako kandydat tego ruchu. W 1990 i 2000 ukończył studia prawnicze (odpowiednio licencjackie i magisterskie) na Uniwersytecie Łotwy w Rydze. Pracował jako prawnik w administracji publicznej. Został później członkiem prezydium łotewskiego stowarzyszenia prawników.
W wyborach w 1993 bez powodzenia ubiegał się o mandat poselski z ramienia ugrupowania Dla Ojczyzny i Wolności. W V kadencji Sejmu został asystentem posła TB. W latach 1995–1998 sprawował funkcję ministra sprawiedliwości w gabinetach Andrisa Šķēlego i Guntarsa Krastsa. W 1998 uzyskał po raz pierwszy mandat posła na Sejm z listy TB/LNNK, który wykonywał do 2002. Był następnie parlamentarnym sekretarzem w resorcie obrony i asystentem jednego z eurodeputowanych swojej partii. W 2004 powrócił do parlamentu (na miejsce Robertsa Zīlego), po czym uzyskiwał reelekcję w wyborach w 2006, 2010 i 2011. W IX kadencji Sejmu był jego sekretarzem (2006–2010), w X kadencji został wybrany na zastępcę sekretarza (2010–2011), zaś w XI kadencji ponownie na stanowisko sekretarza (2011–2014).
W wyborach w 2014 uzyskał reelekcję do Sejmu XII kadencji z listy narodowców. W listopadzie tego samego roku objął funkcję ministra sprawiedliwości w drugim rządzie Laimdoty Straujumy. Stanowisko to zachował również w rządzie Mārisa Kučinskisa, kończąc urzędowanie w styczniu 2019.